# ساندرا دوغلاس
ساندرا دوغلاس (بالإنجليزية: Sandra Douglas) هي منافسة ألعاب القوى بريطانية، ولدت في 22 أبريل 1967 في مانشستر في المملكة المتحدة.

## وصلات خارجية
- ساندرا دوغلاس على موقع الاتحاد الدولي لألعاب القوى (الإنجليزية)
- ساندرا دوغلاس على موقع أوليمبيديا (الإنجليزية)